# アオハダ
アオハダ（青膚・青肌、学名: Ilex macropoda）は、モチノキ科モチノキ属の落葉小高木ないし落葉高木。和名「アオハダ」の由来は、樹皮（表皮）を剥ぐと、緑色の内皮がでることから「青膚（あおはだ）」の名がついた。別名、マルンバウメモドキ、ホソバアオハダ。

## 特徴
日本の北海道、本州、四国、九州と、朝鮮半島、中国に分布する。低地や山地の明るい場所に生える。
落葉広葉樹の小高木から高木で、高さ10 - 15メートル (m) になる。樹皮は灰白色から灰褐色で、滑らかで皮目が多数あり、内皮は緑色をしている。枝は短枝がよく発達し、古い葉痕が並んで節くれる。葉は互生し、葉身は長さ4 - 7センチメートル (cm) の広卵形で、葉縁に浅い鋸歯がある。短枝に数枚の葉が束になっとつくことが多い。葉脈は、葉の表面ではくぼみ、裏面では突出する。秋に紅葉し、澄んだ淡い黄色に色づく。
花期は5 - 6月。雌雄異株。緑白色の花を咲かせる。果期は秋（9 - 11月）。雌株につく果実は球果で、直径7ミリメートル (mm) ほどで赤く熟す。赤い果実は、冬まで残ることも多い。
冬芽は円錐形で芽鱗6 - 8枚に包まれており、枝先の仮頂芽と互生する側芽はほぼ同じ大きさである。葉痕は半円形で、維管束痕が1個つく。
植栽として庭木にされるほか、木材は器具材に利用される。若葉は食用となり、ゆでて和え物やおひたしにし、また茶の代用として使用されることもある。

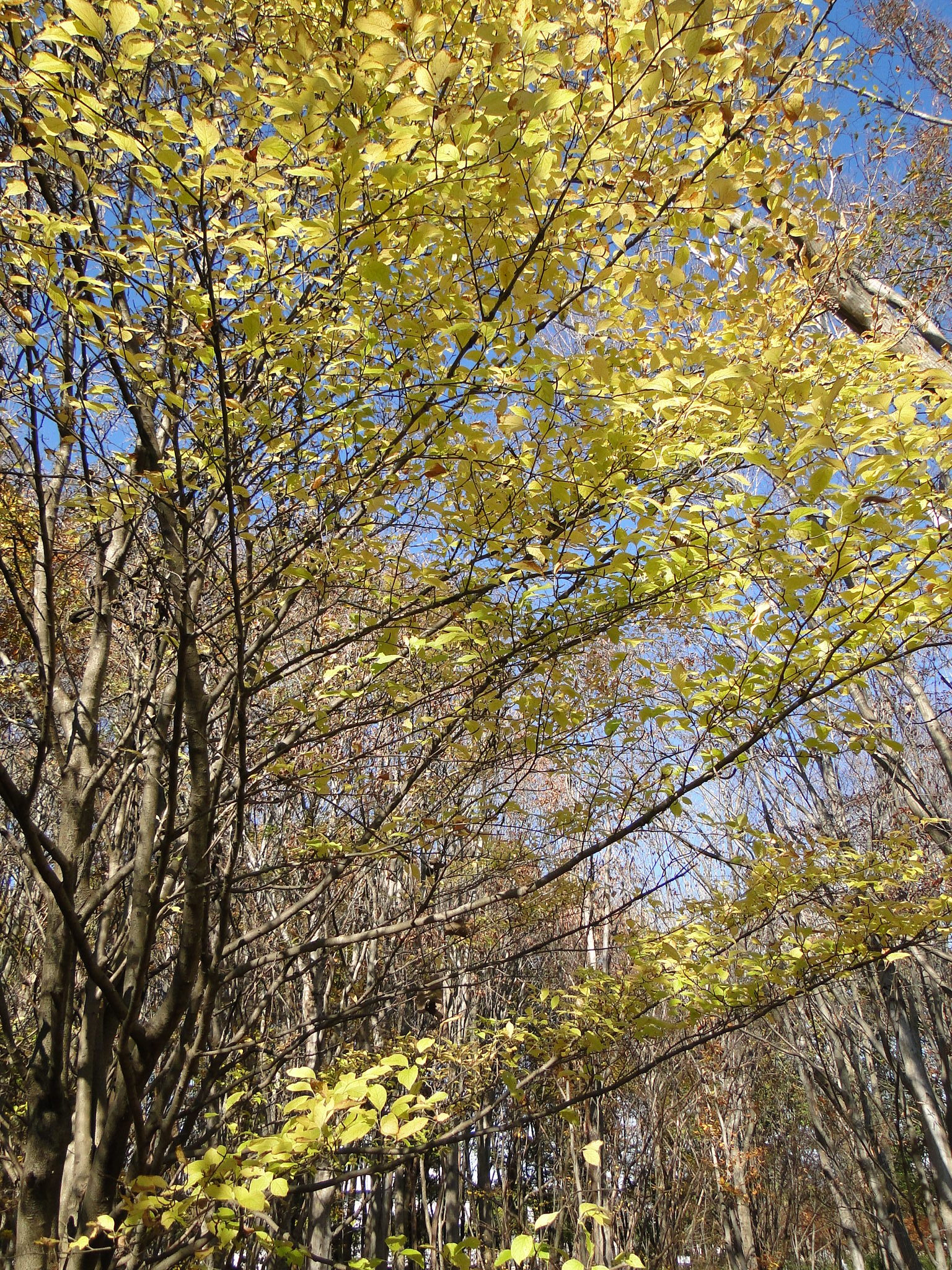
アオハダの黄葉
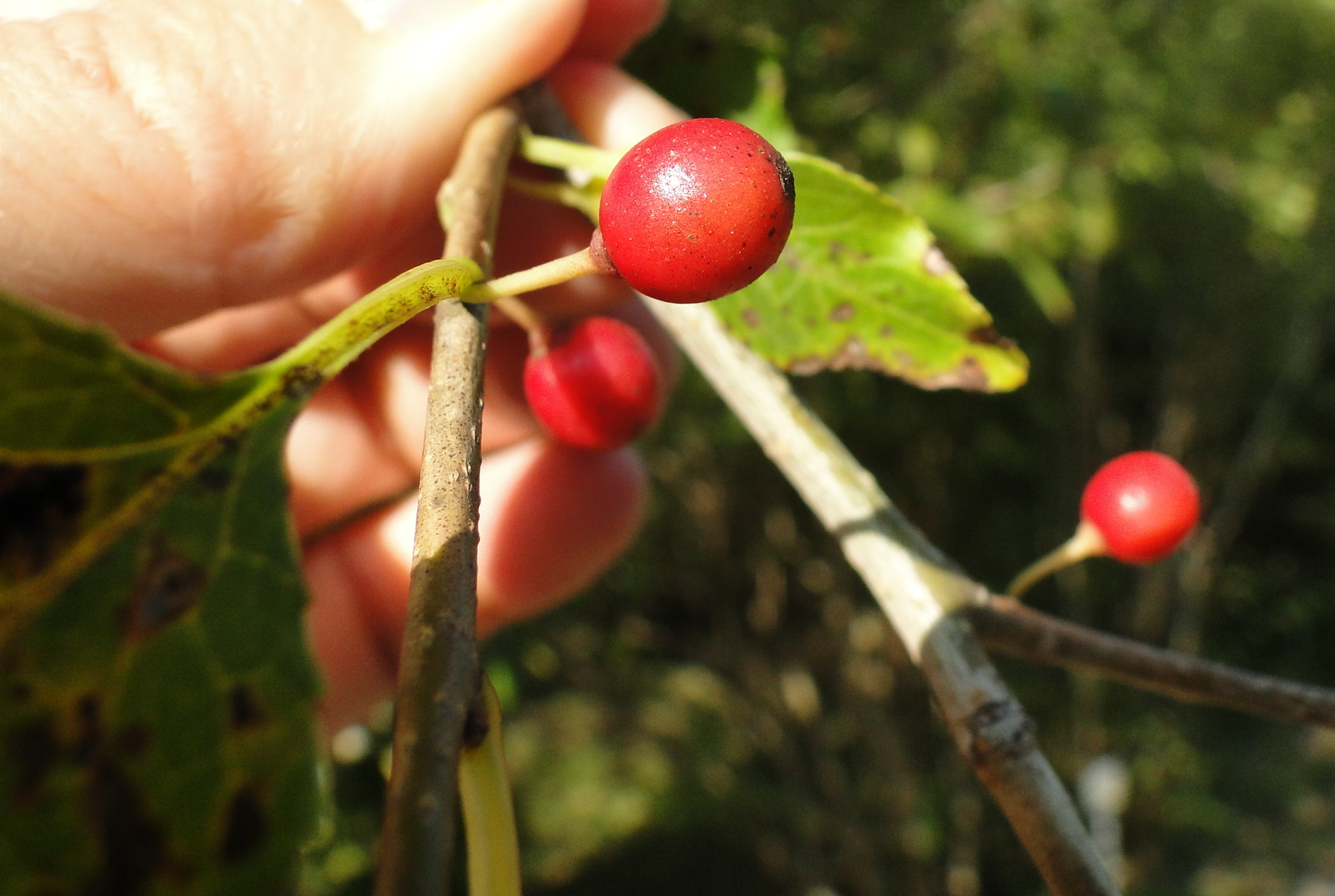
果実（雌株）